# Roddy Hughes
Roddy Hughes (19 de junho de 1891 – 22 de fevereiro de 1970) foi um ator britânico de cinema e televisão.
Natural de Porthmadog, País de Gales, Hughes atuou em mais de 80 filmes entre 1932 e 1961.
Faleceu em Sussex, Inglaterra, em 1970.

## Filmografia selecionada
- The Old Curiosity Shop (1934)
- Say It With Flowers (1934)
- Cheer Up (1936)
- Make-Up (1937)
- The Man in the White Suit (1951)
- The Million Pound Note (1954)
- John Wesley (1954)
- See How They Run (1955)
- Not So Dusty (1956)
- Around the World in Eighty Days (1956)
- Sea Wife (1957)
- Corridors of Blood (1958)
- The Spaniard's Curse (1958)
- The House in Marsh Road (1960)